# 納氏絲鰭脂鯉
納氏絲鰭脂鯉，中文别名红线黑带溅水鱼、珍珠濺水魚、血鑽濺水魚，為輻鰭魚綱脂鯉目脂鯉亞目鱂脂鯉科的其一種，分布於南美洲奧里諾科河、黑河及亞馬遜河下游流域，體長可達4.5公分，棲息中底層水域，生活習性不明，可做為觀賞魚及食用魚。